# Synagoge (Radom)
Koordinaten: 51° 24′ 3,6″ N, 21° 8′ 38,4″ O

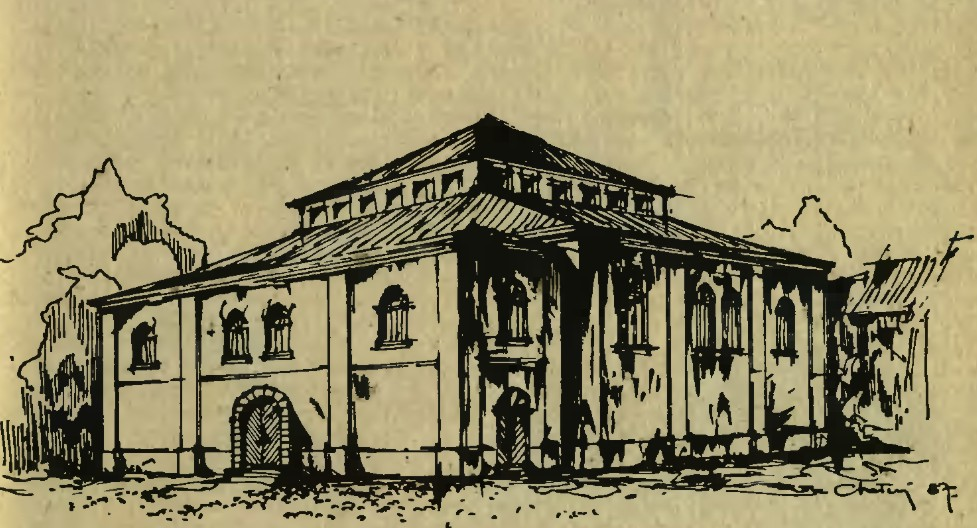
Zeichnung der Synagoge

Die große Synagoge von Radom wurde 1844 in der Stadt Radom in Kongresspolen errichtet. Seinerzeit gehörte das Gebiet zu Russland. Der jüdische Bevölkerungsanteil der Stadt wird mit 23,2 (1827) bis zu 40 Prozent angegeben. Neben der orthodoxen Synagoge, die ausschließlich Männern vorbehalten war, hatte Radom eine Anzahl weiterer Bethäuser.
Die Synagoge hatte einen quadratischen Hauptsaal mit den Abmessungen 18 m × 18 m, dem im Westen eine Eingangshalle vorgelagert war. Die zwölf, zum Teil gekuppelten Glasfenster hatten Einfassungen im maurischen Stil. Der Gebetsraum wurde durch 24 Fenster in einer quadratischen Kuppel beleuchtet. Getragen wurde diese von vier Säulen aus Holz. Die Dächer waren mit Blech gedeckt. Das Bauwerk befand sich in der heutigen ulica Podwalna.
Während des Zweiten Weltkriegs zerstörte die deutsche Besatzung das bereits entweihte Gebäude. Nach dem Krieg wurde die Ruine abgerissen. Nur die Stümpfe der Säulen der Vorhalle blieben erhalten. Auf der Freifläche wurde 1950 eine Gedenkstele zur Erinnerung an die Opfer des Ghettos Radom errichtet. Der Entwurf stammte von Jakub Zajdensznir.

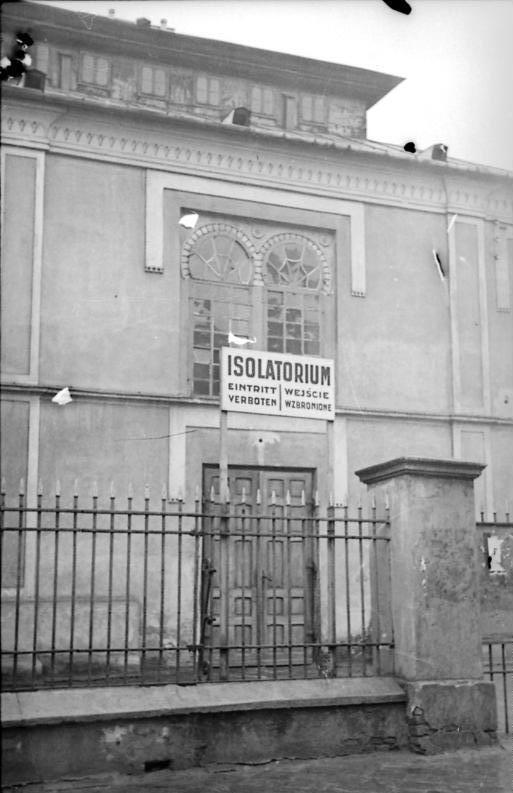
Foto der Synagoge (Januar 1941)
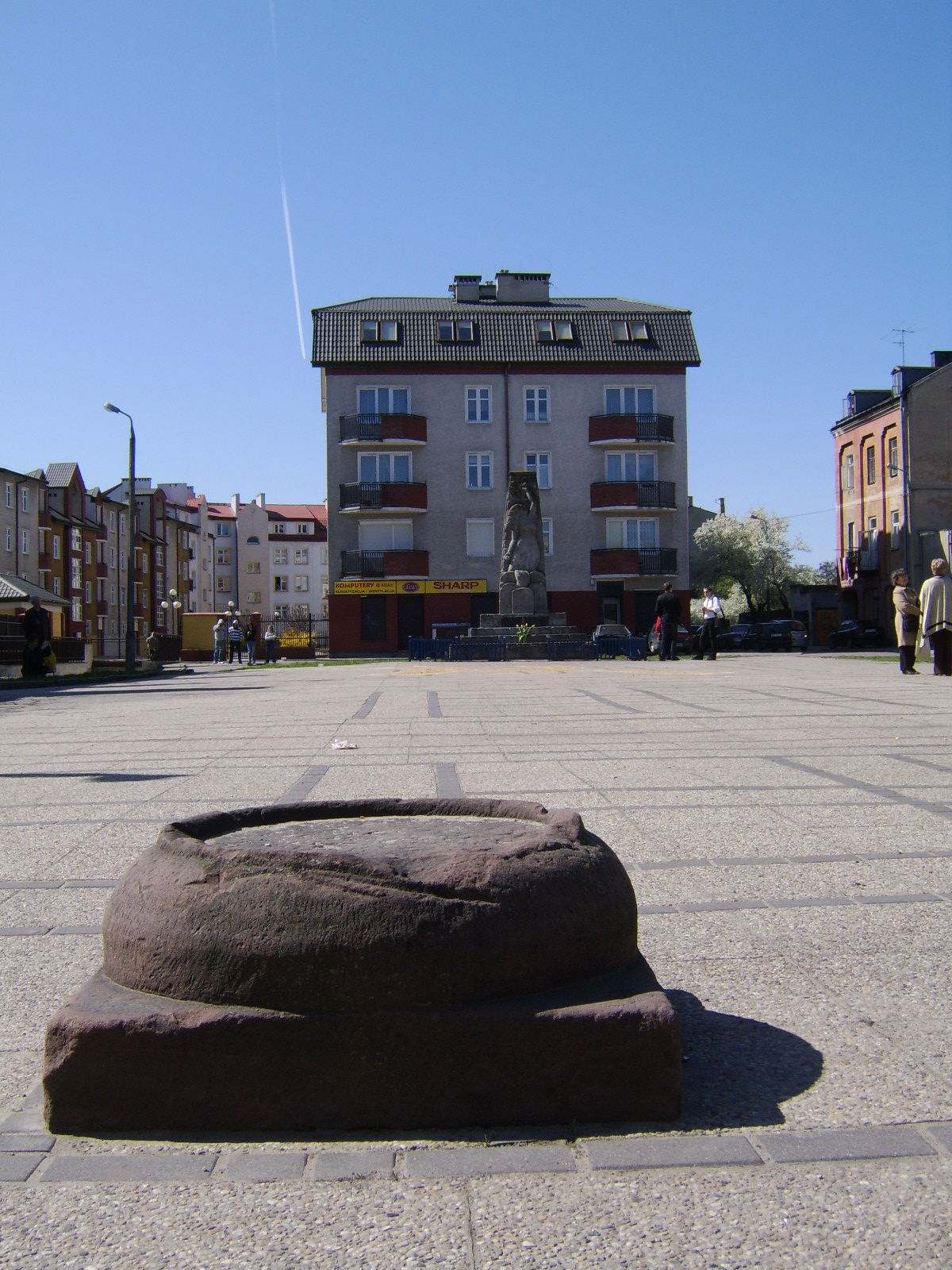
Säulenstumpf der Vorhalle
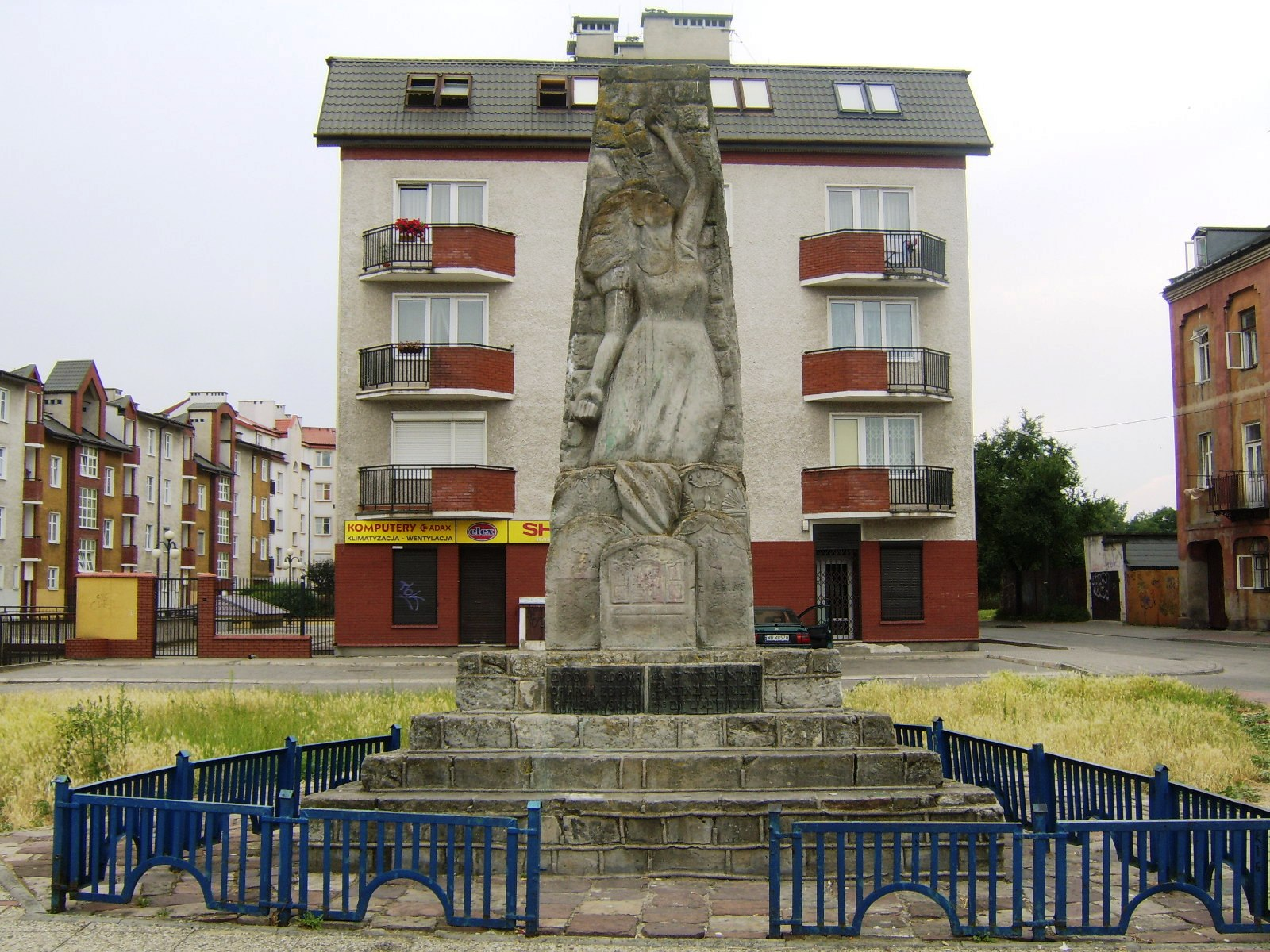
Die Gedenkstele